# (6330) Koen
(6330) Koen est un astéroïde de la ceinture principale.

## Description
(6330) Koen est un astéroïde de la ceinture principale. Il fut découvert le 23 mars 1992 à Kitami par Kin Endate et Kazuro Watanabe. Il présente une orbite caractérisée par un demi-grand axe de 2,21 UA, une excentricité de 0,12 et une inclinaison de 1,4° par rapport à l'écliptique.

## Compléments